# Туве Јансон
Туве Марика Јансон (фин. Tove Marika Jansson; Хелсинки, 9. август 1914 — Хелсинки, 27. јун 2001) била је финска књижевница, сликарка, стрипарка и илустраторка. Најпознатија је по серијалу књига за децу Мумијеви. Писала је на шведском језику.
Пореклом из уметничке породице, Јансон је студирала сликарство у Хелсинкију, Стокхолму и Паризу од 1930. до 1938. Прву самосталну изложбу имала је 1943. Паралелно са сликарском каријером, писала је приповетке и новинарске чланке и дизајнирала корице књига. Године 1945. објавила је књигу за децу „Мумијеви и велики потоп”, први део серијала Мумијеви. Овај серијал о доброћудним троловима и њиховим пријатељима састоји се из осам романа, збирке приповедака, пет сликовница и многобројних стрипова. Књиге су достигле планетарну популарност и начиниле су Јансон једном од најпознатијих дечјих писаца двадестог века. За своје стваралаштво награђена је најугледнијом наградом за дечју књижевност, наградом Ханс Кристијан Андерсен 1966.
Јансон је писала и књижевност за одрасле читаоце. Између осталог, написала је шест романа међу којима се издвајају аутобиографска збирка новела „Вајарева кћи” (1968) и роман „Лето” (1972).

## Биографија
Туве Марика Јансон је рођена 9. августа 1914. у Хелсинкију, Великој кнежевини Финска, тадашњем делу Руске Империје. Рођена је у породици уметника који су припадали финској мањини чији је матерњи језик био шведски. Њен отац Виктор био је вајар, а мајка Сигне Хамарстен Јансон илустраторка и дизајнерка. Имала је два брата, који су, такође, постали уметници; Пер Олов Јансон је постао фотограф, а Ларс Јансон стрипар. Одрасла је у стваралачком и боемском окружењу. Породица је зиму проводила у Хелсинкију, а лета у изнајмљеној брвнари на морском острву у близини Порвоа, педесет километара источно од Хелсинкија.
Још у раној младости определила се за уметнички позив сликарства. Студирала је на Универзитету за уметност, лепе вештине и дизајн у Стокхолму од 1930. до 1933, потом графичку школу на Финској академији лепих уметности од 1933. до 1937, а потом Школу лепих уметности у Паризу 1938. Учествовала је у неколико групних изложби током тридесетих и раних четрдесетих, а своју прву самосталну изложбу имала је 1943. Осликала је неколико мурала. Излагала је широм света, али упркос томе што је себе сматрала првенствено сликарком, њено сликарско стваралаштво остало је у сенци њених књига.
Током тридесетих путовала је по Европи. У том периоду писала је приповетке, новинарске чланке и репортаже, а често их је и сама илустровала. Зарађивала је и од прављења реклама и разгледница. Позната је и по илустрацијама у часопису „Гарм”, либералном (и током Другог светског рата, антифашистичком) магазину, који је основала њена мајка. Илустровала је неколико књига других аутора, а данас се посебно истичу њене илустрације за „Алису у земљи чуда” и „Хобита”.

## Одабрана дела

### Књиге о Мумијевима
Романи
- „Мумијеви и велика поплава” (Småtrollen och den stora översvämningen, 1945)
- „Комета долази” (Kometen kommer, 1946. преправљено издање 1968)
- „Чаробњаков шешир” (Trollkarlens hatt 1948)
- „Подвизи Тате Муми” (Muminpappans bravader 1950. преправљени у „Мемоари Тате Муми” 1968)
- „Летње лудило у Долини Мумијевих” (Farlig midsommar, 1954)
- „Зачарана зима” (Trollvinter 1957)
- „Тата Муми и море” (Pappan och havet, 1965)
- „Долина Мумијевих у новембру” (Sent i November 1970)

Збирка прича
- „Невидљиво дете и друге приче” (Det osynliga barnet och andra berättelser, 1962)

Сликовнице
- „Шта је онда било?” (Hur gick det sen? 1952)
- „Ко ће да утеши Тофла?” (Vem ska trösta Knyttet? 1960)
- „Опасно путовање” (Den farliga resan, 1977)
- „Злоће у Мумијевој кући” (Skurken i Muminhuset, 1980)
- „Песме из Долине Мумијевих” (Visor från Mumindalen 1993, заједно са Ларсом Јансеном и Ерном Тауро)

Стрипови
- Мумијеви – стрип албуми 1–7 (1977–1981, од 3. до 7. албума са Ларсом Јансоном)

### Романи
- „Лето” (Sommarboken, 1972)
- „Град сунца” (Solstaden (1974, Sun City)
- „Искрени преварант” (Den ärliga bedragaren (1982)
- „Камена њива” (Stenåkern, 1984)
- „Поштена игра” (Rent spel 1989)

### Збирке прича
- „Вајарева кћи” (Bildhuggarens dotter, 1968)
- „Слушатељка” (Lyssnerskan 1971)
- „Уметност у природи” (Dockskåpet och andra berättelser, 1978)
- „Путовања с лаким пртљагом” (Resa med lätt bagage, 1987)
- „Кларина писма и друге приче” (Brev från Klara och andra berättelser, 1991)
- „Поруке: одабране приче 1971–1997” (Meddelande. Noveller i urval 1971–1997, 1998)

### Аутобиографија
- „Белешке са острва” (Anteckningar från en ö 1993)